# Zoofobie

Zvířata

Zoofobie je panický strach ze zvířat – a to buď ze všech zvířat, nebo z konkrétního zvířete. Jedná se o nejčastější druh fobie. Vyskytuje se častěji u žen než u mužů. U postiženého vede strach ze zvířete až k mohutnému stresu a k celkově vyhýbavému chování.

## Popis
Je normální se bát hada, agresivního psa či se štítit pavouka. U zoofobie je ale tento strach iracionální – kynofobik se psa bojí ať je pes klidný nebo agresivní, ať má náhubek a vodítko či nikoliv. Arachnofobik se bojí pavouka i když není jedovatý. U každého druhu zoofobie může postižený panikařit už jen z pohledu na fotografii zvířete. Dotyčný si uvědomuje nesmyslnost těchto pocitů, ale nedokáže to ovládnout.

## Příčiny
Existují různé příčiny tohoto onemocnění. Může se jednat o vrozený strach, strach způsobený nepříjemným zážitkem, dotyčný byl svědkem napadení nebo o tom slyšel.

## Příznaky
Záchvat je vyvolán v přítomnosti zvířete, může se vyskytnout i když zoofobik vidí zvíře v televizi, na fotografii, či při pomyšlení na zvíře. Při záchvatu fobie se u dotyčného vyskytují tyto příznaky:
- nervozita
- panika, záchvat úzkosti
- strach ze smrti
- touha uniknout
- dušnost, potíže s dýcháním
- sucho v ústech
- zrychlený tep
- pocení
- pocit na zvracení
- třes
- ztuhnutí, neschopnost mluvit

## Fobie z určitých zvířat
| Obrázek                | Název fobie    | Strach                       |
| ---------------------- | -------------- | ---------------------------- |
| Klíště                 | akarofobie     | z roztočů                    |
| Kresba divokých zvířat | agrizoofobie   | z divokých zvířat            |
| Kočka                  | ailurofobie    | z koček                      |
| Slepice                | alektorofobie  | ze slepic                    |
| Včela                  | apifobie       | ze včel                      |
| Pavouk                 | arachnofobie   | z pavouků                    |
| Obojživelníci          | batrachofobie  | z obojživelníků              |
| Ropucha                | bufonofobie    | z ropuch                     |
| Různé druhy hmyzu      | entomofobie    | z hmyzu                      |
| Kůň                    | ekvinofobie    | z koní                       |
| Žralok                 | galeofobie     | ze žraloků                   |
| Krokodýl               | herpetofobie   | z plazů                      |
| Červy                  | helmintofobie  | z červů                      |
| Netopýr                | chiroptofobie  | z netopýrů                   |
| Ryby                   | ichtyofobie    | z ryb                        |
| Retrívr (pes)          | kynofobie      | ze psů                       |
| Vydra                  | lutrafobie     | z vyder                      |
| Myš                    | musofobie      | z myší                       |
| Chřestýš               | ofidiofobie    | z hadů                       |
| Ptáci                  | ornitofobie    | z ptáků jakéhokoliv druhu    |
|                        | parazitofobie  | z parazitů                   |
| Holub                  | peristerofobie | z holubů                     |
| Žába                   | ranidafobie    | z žab                        |
| Trnucha                | selachofobie   | z ozubených paryb            |
|                        | vermifobie     | z červů a střevních parazitů |
| Veverka                | zemmifobie     | z velikých hlodavců          |
| Vlk                    | lupinofobie    | z vlků                       |